# Rhynchopsidium
Rhynchopsidium es un género de plantas con flores perteneciente a la familia de las asteráceas. Comprende 3 especies descritas y de estas, solo 2 aceptadas. Es originario de Sudáfrica.

## Taxonomía
El género fue descrito por Augustin Pyrame de Candolle   y publicado en Mémoires de la Société de Physique et d'Histoire Naturelle de Genève 7(2): 283, 286. 1836.

## Especies
A continuación se brinda un listado de las especies del género Rhynchopsidium aceptadas hasta agosto de 2012, ordenadas alfabéticamente. Para cada una se indica el nombre binomial seguido del autor, abreviado según las convenciones y usos.
- Rhynchopsidium pumilum (L.f.) DC.
- Rhynchopsidium sessiliflorum (L.f.) DC.